# Барбух Петро Петрович
Петро́ Петро́вич Ба́рбух (12 липня 1983, Жеребилівка, Новоград-Волинський район, УРСР — 12 серпня 2014, Степанівка, Шахтарський район, Донецька область, Україна) — Старший солдат (посмертно) Збройних сил України, 30-та окрема механізована бригада.

## З життєпису
Народився 1983 року в селі Жеребилівка (Новоград-Волинський район, Житомирська область). Закінчив ЗОШ в селі Піщів Новоград-Волинського району. Пройшов строкову військову службу в лавах ЗСУ.
У березні 2014-го мобілізований до Збройних Сил України. Був навідником танка, членом екіпажу старшого лейтенанта Артема Абрамовича (командир танка) та сержанта Ярослава Антонюка (механік-водій).

### Подвиг
27 липня 2014 року підрозділ перевели в район Савур-Могили. Розбивши проросійські сили в цьому районі, українські військовики утворили коридор — для виведення оточених на кордоні з РФ підрозділів. 5 серпня 3 БМП та 1 танк зайняли висоту поблизу селища Никифорове, керував блокпостом старший лейтенант Артем Абрамович, ще за кілька кілометрів розміщено ще два блокпости.
12 серпня на блокпост Артема Абрамовича, в танковому екіпажі якого був Петро, відійшли 1 танк і 2 БМП з сусіднього блокпоста. Із штабом зв'язатися не вдалося. Після «наради лейтенантів» вирішили прориватися до своїх на Міусинськ, куди й прибули. Старший лейтенант, що керував у Міусинську, наказав повернутися на висоту та захищати тил бригади.
Після зайняття попередньої позиції побачили, як з півдня почався обстріл «Градами», проте ракети пролетіли далі. Почала стріляти ворожа артилерія. Запросивши в штабу артилерійську допомогу, почули відповідь: «Снарядів немає». Незабаром на блокпост вийшли 4 танки, перший з яких був Т-64 з білими смугами, як в українських, з другого напрямку наступала російська піхота. Після перших пострілів у одного танка заклинило гармату, на той час уже були підбиті 2 БМП. Абрамович наказав підлеглим відходити, а екіпаж танка Т-64 лишився прикривати відступ.
Український танк був знищений у бою. Біля його згорілого остова залишився підбитим російський танк Т-72 з 18-ї мотострілецької бригади.
Український екіпаж відтоді вважався зниклим безвісти. У бою загалом знищено 2 російські танки Т-72, українські сили втратили Т-64 — Абрамович, Антонюк, Барбух, та БМП-2 — загинули прапорщик Дмитро Руденко та сержант Борис Луцько.
Група, яку прикривав екіпаж Абрамовича, дісталася до Міусинська. Більшість учасників бою залишилися живими та повернулися додому.

## Родина та поховання
Без Петра лишились батьки, дружина, неповнолітня донька Дарина.
Похований у селі Жеребилівка 5 березня 2015 року. Понад три роки тривали пошуки іншого члена екіпажу Ярослава Антонюка. Коли вичерпали всі можливості, наприкінці 2017 року провели ексгумацію могили Артема Абрамовича й у ній за результатами експертиз виявлено рештки двох його побратимів — Антонюка і Барбуха. 5 липня 2018 року в с. Жеребилівка провели перепоховання Петра Барбуха. Артема Абрамовича перепоховали 10 жовтня 2017, Ярослава Антонюка — 13 січня 2018. Таким чином, через 3 роки і 11 місяців всі троє членів екіпажу знайшли спокій у рідній землі.

## Нагороди та вшанування
За особисту мужність і героїзм, виявлені у захисті державного суверенітету та територіальної цілісності України, вірність військовій присязі під час російсько-української війни, відзначений — нагороджений
- 27 червня 2015 року — орденом Богдана Хмельницького III ступеня[5].
- Орден «Народний Герой України» (посмертно) (15.7.2015).
- 28 травня 2015 року в селі Піщів на фасаді будівлі загальноосвітньої школи відкрито меморіальну дошку Петру Барбуху.
- Його портрет розміщено на меморіалі «Стіна пам'яті полеглих за Україну» в Києві: секція 2, ряд 3, місце 34.
- Вшановується на щоденному ранковому церемоніалі вшанування українських захисників, які загинули цього дня в різні роки внаслідок російської збройної агресії[6].
- Відзнака «За заслуги перед Новоград-Волинським районом» (грудень 2022)[7]